# Bleu de Gascogne (pigeon)
Pour les articles homonymes, voir Bleu de Gascogne.
Le bleu de Gascogne est une race de pigeon domestique originaire de Gascogne. Il est classé dans la catégorie des pigeons de forme.

## Histoire
Le bleu de Gascogne a pour ancêtre le pigeon biset, mais il est très proche par son plumage et sa conformation du ramier et plus encore du pigeon colombin. Il a été sélectionné depuis des siècles dans le Sud-Ouest de la France pour servir d'« appelant » (ou « appeau ») à la chasse à la palombe, ce qui nécessite une allure sportive et svelte, de plus il est aussi élevé pour sa chair. Son premier standard officiel a été établi en 1920 . 

## Description
C'est un pigeon de taille moyenne élégant et puissant au port altier et légèrement relevé. Il pèse entre 600 et 700 grammes et présente un bec droit et un iris orangé. Sa poitrine est large et arrondie, bien profonde. Le dos large est légèrement incliné vers l'arrière. Sa queue est longue et ses jambes courtes de couleur rouge. 
Le plumage du bleu de Gascogne est  uniquement d'un bleu soutenu ressemblant à celui du pigeon ramier. Le cou a des reflets verts. Les barres alaires doivent être peu visibles, et la barre caudale est foncée. C'est un pigeon très rustique et prolifique, s'accommodant de la vie en volière, mais préférant l'élevage en liberté,.